# Листоухий хомячок Дарвина
Листоухий хомячок Дарвина (лат. Phyllotis darwini) — вид южноамериканских мышевидных грызунов из семейства хомяковые (Cricetidae). Видовое латинское название дано в честь английского натуралиста Чарлза Дарвина (1809—1882).
Эндемик Чили. Встречается вдоль западного и центрального побережья страны. Обитает в пустыне Атакама, предпочитает местообитания с низкорослой растительностью.
Густая шерсть кофейного цвета, светлее к брюху.